# Rue de Madrid
Rue de Madrid è una strada di Parigi, situata nel quartiere di Europe, nell'XVIII arrondissement della capitale francese.

## Posizione
Rue de Madrid delimita Rue du Général-Foy da Place de l'Europe, fungendo da prosecuzione di Rue de Lisbonne.

## Storia
Progettata nell'ambito della creazione del quartiere di Europe sui terreni degli ex Giardini di Tivoli appartenuti a Jonas-Philip Hagerman e Sylvain Mignon, la strada prende il nome dalla città di Madrid, capitale della Spagna, e venne aperta ufficialmente il 12 febbraio 1826 tramite un'ordinanza reale.
Al nº 5-7 vi era l'École Saint-Ignace, fondata dai Gesuiti, acquistata nel 1905 dallo stato francese, che vi stabilì il Conservatoire national supérieur de musique et de danse de Paris nel 1909, mentre dal 1990 è sede del Conservatoire à rayonnement régional de Paris.

## Biblioteca
- André Becq de Fouquières, Mon Paris et ses Parisiens. Le quartier Monceau, Parigi, Pierre Horay, 1954, volume III
- Félix et Louis Lazare, Dictionnaire administratif et historique des rues de Paris et de ses monuments, Parigi, Imprimerie de Vinchon, 1844-1849.
- Félix de Rochegude, Promenades dans toutes les rues de Paris. VIII arrondissement, Paris, Hachette, 1910.